# متحف أرض اللبان
أرض اللبان هو متحف عماني يقع في صلالة  وتحديدا في منتزه البليد الأثري بمنطقة الحافة، افتتح في ذكرى يوم النهضة العمانية السابعة والثلاثين ذلك في 23 يوليو 2007 ، وتبلغ المساحة الإجمالية للمتحف 2200 متر مربع واستغرق بناؤه مدة سنتين من الزمن.
يعرض المتحف المراحل والحقب التاريخية التي مرت بها سلطنة عمان خلال 7000 سنة.
الاسم :- احمد علاء محمد
صف:- ٢/٣

## أقسام المتحف
ينقسم المتحف إلى قاعتين رئيسيتين، قاعة التاريخ التي تتفرع إلى 6 أقسام وقاعة البحرية التي تنقسم إلى 7 أقسام.

### قاعة التاريخ
ويوجد في هذه القاعة ستة أقسام مختلفة وهي:
1. جغرافية عمان وتضاريسها: يعرض هذا القسم موقع عمان ويوضح امتداد سواحلها مع جزرها وخلجانها
2. عمان في الأزمنة القديمة: يعرض هذا القسم ما مرت به المنطقة خلال العصور القديمة المختلفة ابتداء بالبدايات الأولى لعصر الإنسان واعتماده على صيد السمك مرورا بحضارة العصر الحجري وقيام الإنسان بالاستيطان والزراعة والرعي انتقالا إلى العصر البرونزي حينما قام ساكنو هذه المنطقة باستخراج النحاس والقيام بممارسة التجارة مع البلاد القريبة وبلاد الهند والصين
3. أرض اللبان: يعرض هذا القسم كون عمان على مدى العصور مصدرا رئيسا للبان ويعرض مخطوطات تبين أن أرض الأحقاف التي وردت في القرآن تقع ضمن أراضي ظفار ويبين القسم العلاقة التي أقامها اللبان بين العمانيين من جهة، والفراعنة والفينيقيون ولإغريق والرومان والفرس والهنود والصينيون من جهة أخرى.
4. إسلام أهل عمان: يبين هذا القسم أن أهل عمان دخلوا الإسلام طواعية، بعد أن أرسل الرسول محمدا الصحابي عمرو بن العاص مبعوثا لهم لدعوتهم ويعرض القسم مساهمة العمانيين في نشر الدعوة وفي الفتوحات الإسلامية
5. ملامح من التاريخ العماني: ويعرض القسم المراحل المختلفة التي مر بها التاريخ العماني وتوضح المعروضات في هذا القسم سيطرة عمان على سواحل بحر العرب والخليج العربي والساحل الشرقي لأفريقيا أثناء القرن الثامن عشر ، ويبين أهمية مسقط كميناء هام في تلك الفترة، ويبين انحسار سيطرة عمان على تلك المنطقة حتى عهد النهضة المغاصرة عام 1970
6. نهضة عمان المعاصرة: يعرض القسم ما حققته عمان في عهد النهضة خلال عهد السلطان قابوس بن سعيد.

### قاعة البحرية
ويوجد في هذه القاعة سبعة أقسام مختلفة
1. التراث البحري" ويعرض معرفة العمانيين بالملاحة منذ العهود القديمة ويبين نشاطاتهم التجارية خلال العصور القديمة والزمن الحالي، ويبين ما قام به العمانيون من إنشاء شبكة تبادل تجاري مع العديد من المناطق الهامة، ويبين القسم العديد من أمور البيئة البحرية وعمليات الإبحار، ويعرض نماذج تقليدية من السفن العمانية.
2. البحر يبين اعتماد العمانيين على البحر كمصدر للحياة والغذاء في العصور الماضية.
3. بناء القوارب والسفن الشراعية: يعرض ما توفره البيئة العمانية من إمكانات ويبين ما تم ستيراده من الهند وبلاد الرافدين
4. الإبحار: يعرض القسم الطرق التي يجب استخدامها للملاحة مثل معرفة مسارات النجوم وحركة الشمس والقمر لتحديد الموقع وإجادة قراءة تجمعات السحب ولون الماء والامواج والاستعانة بالطيور في تحديد اتجاه اليابسة ويعرض القسم أدوات ملاحية قديمة وحديثة.
5. التجارة يشير إلى المنتجات العمانية مثل اللبان والنحاس التي تتم المتاجرة بها ومبادلتها بمنتوجات الحضارات الأخرى كالحرير والبهارات.
6. واقع البحر الافتراضي: ويعرض نموذجا لسفينة البغلة ويبين المعاناة والمخاطر التي يتحملها البحار في رحلته
7. النهضة: يبين القسم فترة اختراع المحركات البخارية التي تم استعمالها في السفن مما تسبب في تراجع الأسطول العماني المكون من سفن شراعية، مما تسبب في انخفاض مستوى المعيشة حتى جاء عهد النهضة عام1970 [3]